# Ryavallen
Ryavallen är en sportanläggning i Knalleland i Borås. Ryavallen används främst för fotboll och friidrott, och invigdes den 17 augusti 1941 med en fotbollsmatch där IF Elfsborg besegrade Sveriges landslag med 2–1. Den var IF Elfsborgs hemmaplan i fotboll fram till 2004.
Efter 2005 har alla större lag från Borås börjat spela sina hemmamatcher på den nya arenan, och numera används Ryavallen främst till friidrott.
Innan den ena långsidesläktaren revs 2005 var publikkapaciteten 19.400 personer. Publikrekordet är lite mer - 22.654 trängde in sig på arenan i mötet mot IFK Norrköping 1961, då arenan hade fått tillägg i form av en provisorisk ishockeyläktare.
Under VM i fotboll 1958 spelades två matcher på Ryavallen. Sovjetunionen slog Österrike med 2-0 i den ena matchen, medan Österrike och England spelade 2-2 i den andra matchen.
I dag (juni 2016) har Ryavallen en publikkapacitet på 12 000 åskådare.

## Bildgalleri

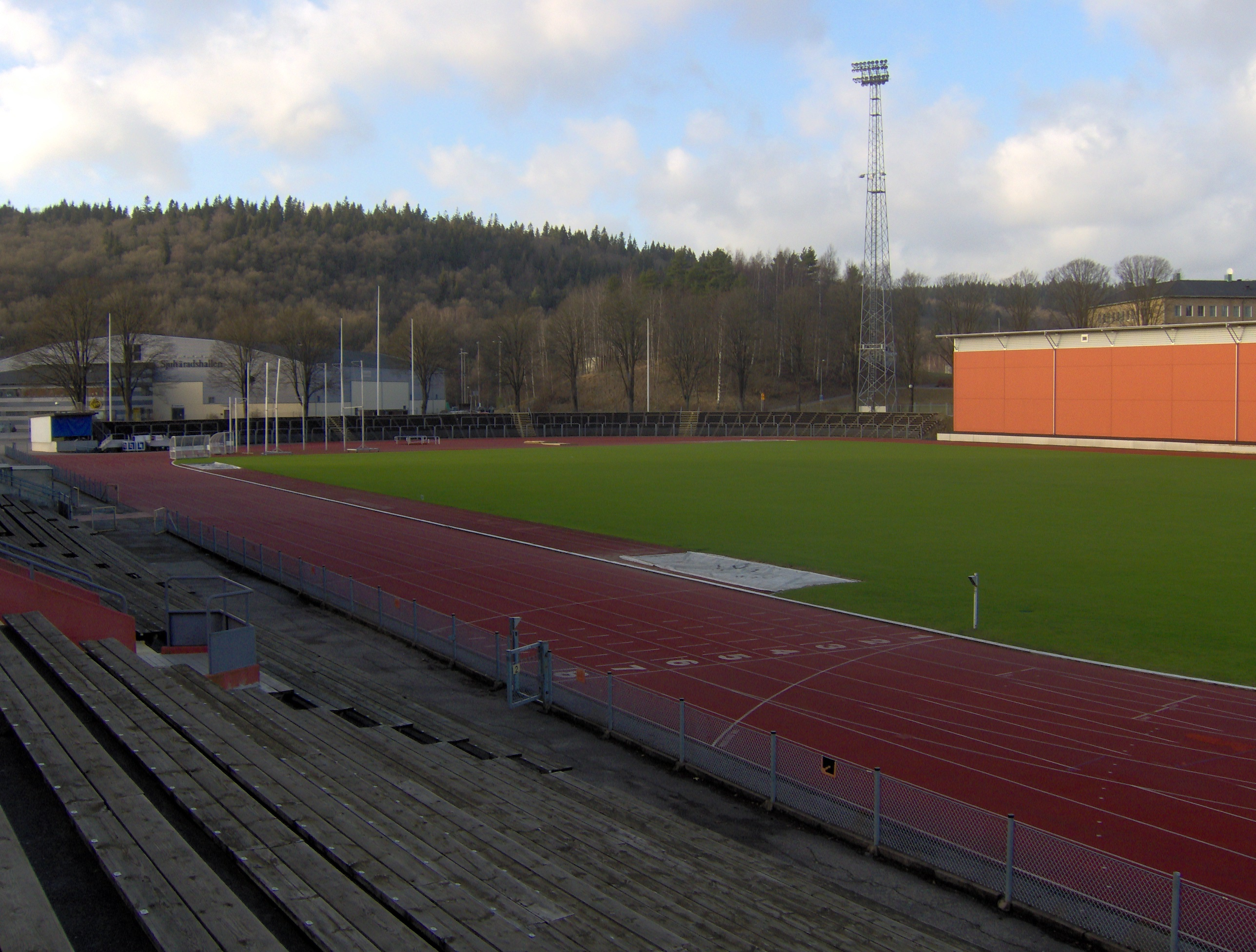
Ryavallen och Ryahallen i januari 2008.
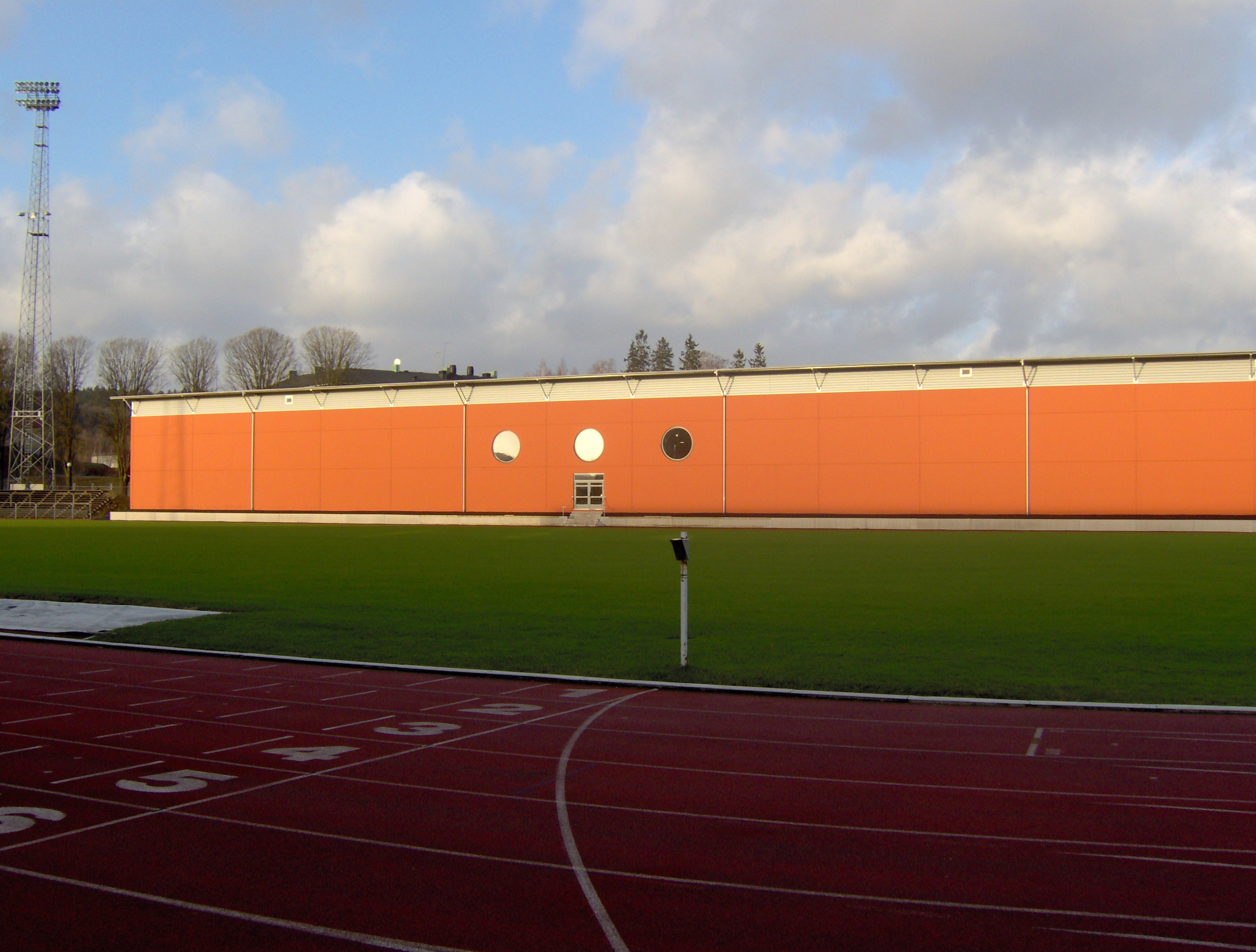
Ryahallen sedd från Ryavallen i januari 2008.
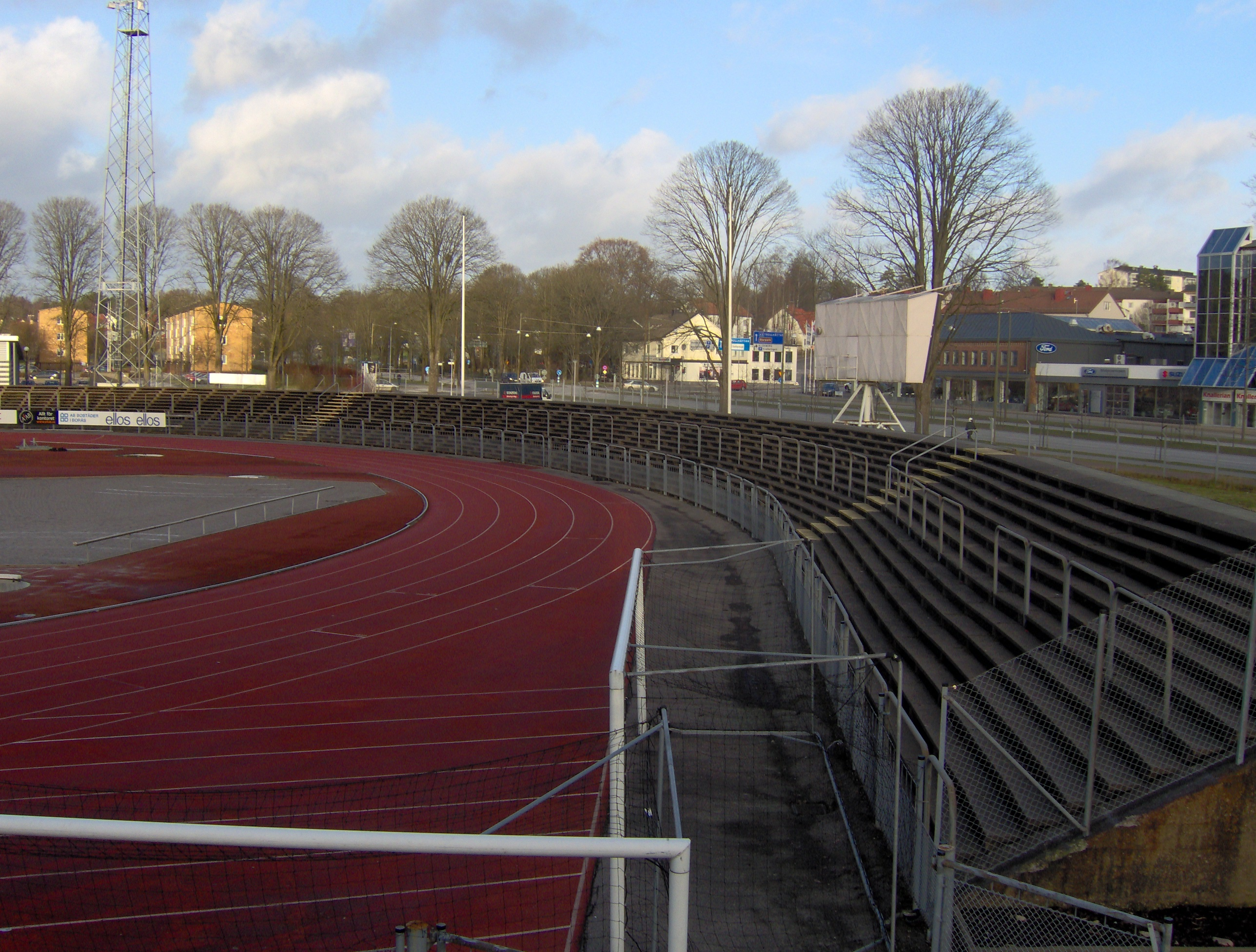
Ryavallens läktare i januari 2008